# 小行星3275
小行星3275（3275 Oberndorfer）是一颗围绕太阳公转的小行星。1982年4月25日，愛德華·鮑威爾在可可尼诺县发现了此天体。
該小行星以德國業餘天文學家漢斯·奧伯恩多佛（Hans Oberndorfer）命名。
这颗小行星的绝对星等为192.7762328601301等。